# Miquel Bruguera i Cortada
Miquel Bruguera i Cortada (Barcelona, 3 de gener de 1942) és un metge català, hepatòleg.
Es fill de Eugeni Bruguera Talleda, impulsor de l’Anestesiologia moderna a Catalunya i cofundador de la SEDAR (Sociedad Española de Anestesiología y Reanimación).
El 1965 es llicencià en medicina a la Universitat de Barcelona, el 1972 es va especialitzar en medicina interna i de l'aparell digestiu i el 1979 s'hi doctorà. El 1985 era professor titular de la Facultat de Medicina de la Universitat de Barcelona. Va fer formació de postgrau a l'Hópital Saint-Antoine de París (1967-1968) i al Royal Free Hospital de Londres (1975).
Entre 1979 i 2000 ha estat cap de secció del Servei d'Hepatologia de l'Hospital Clínic de Barcelona, on ha desenvolupat tota la seva trajectòria professional, i entre 2000 i 2010 ha estat consultor sènior. El 1983-1984 fou president de la Societat Catalana de Digestologia de l'Acadèmia de Ciències Mèdiques de Catalunya i Balears, i de 1993 a 1997 president de l'Associació Espanyola d'Hepatologia. Des de 1991 a 2005 president del Consell Assessor per l'ús terapèutic de l'interferó del Servei Català de la Salut. President del Patronat de la Fundació Museu d'Història de Medicina de Catalunya de 1995 a 2020. President del Cercle de Salut de 2017 a 2020 i entre 1994 i 2010 fou president del Col·legi Oficial de Metges de Barcelona (COMB). Des de 2011 director de la Unitat d'Estudis Acadèmics del CoMB, on es gestiona la pàgina web Galeria de Metges Catalans .
Ha rebut els següents guardons: la medalla Narcís Monturiol de la Generalitat de Catalunya (2001), la medalla Josep Trueta al mèrrit sanitari (2010) i la Creu de Sant Jordi de 2011. El 2010 Ediciones Mayo li va concedir un premi com a la personalitat sanitària de l'any 2009 per la seva tasca. El 2021 rep el Premi Jaume Aiguader de l'Acadèmia de Ciències Mèdiques de Catalunya i Balears i el 2022 la Medalla d'honor de la Societat Catalana d'Història de la Medicina.